# Matka Boża z Guadalupe (Hiszpania)
Matka Boża z Guadalupe – określenie Matki Bożej w wizerunku – rzeźbie, która znajduje się w miejscowości Guadalupe w prowincji Cáceres, wspólnota autonomiczna Estremadura w Hiszpanii.
Figura wykonana jest z drewna cedrowego, ma 59 cm wysokości, waży 0,3975 kg i przedstawia Matkę Bożą jako Rodzicielkę z Dzieciątkiem Jezus na kolanach. Sama figura okrywana jest bogato zdobionymi sukniami, spod których widać tylko dłonie i twarz Matki Bożej i Dzieciątka Jezus. Guadalupe – arabskie imię Matki Bożej oraz nazwa opactwa, miasta i okolic pochodzą od małego zbiornika wodnego poniżej miasteczka, nazwanego przez Arabów Guadalupe – słowo to prawdopodobnie znaczy „rzeka miłości” lub „ukryte wody”.

## Historia

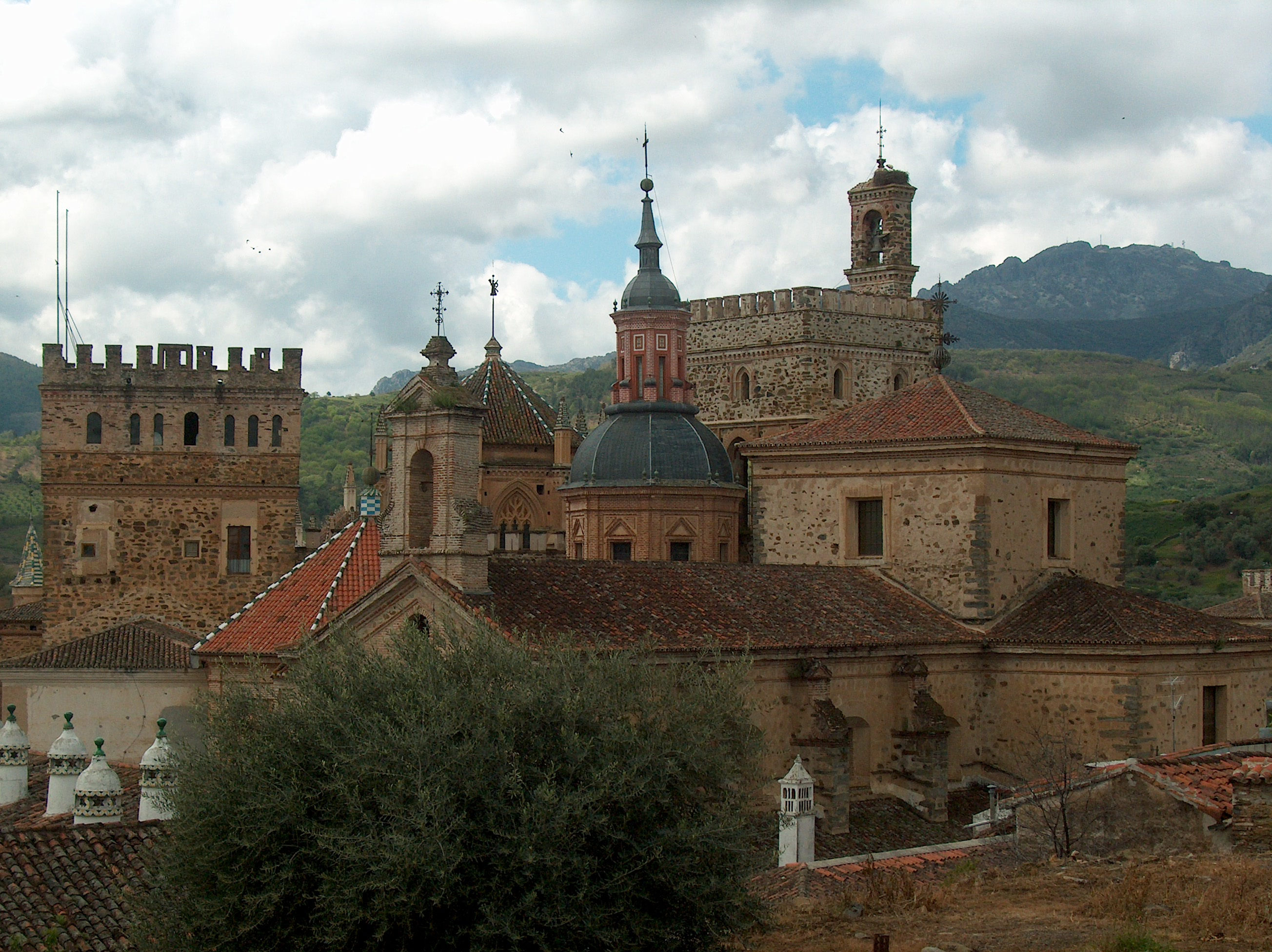
Opactwo w Guadalupe w Hiszpanii

Jak podaje legenda figurę tę miał wyrzeźbić św. Łukasz Ewangelista.
W VI wieku rzeźba Matki Bożej znajdowała się w Rzymie, w prywatnej kaplicy papieża Grzegorza I. Wtedy to papież podarował ją swojemu przyjacielowi Leanderowi, arcybiskupowi Sewilli. Do Hiszpanii przywiózł figurę drogą morską św. Izydor – już tej podróży miały towarzyszyć liczne cuda.
W 711 roku figura otaczana czcią przez wszystkich mieszkańców zachodniej Hiszpanii została wraz z dzwonem i dokumentami, z obawy przed zalewającymi Hiszpanię Arabami, ukryta w jaskini w okolicach Villuercas – nad małą rzeką, którą wkrótce Arabowie mieli nazwać „Guadalupe”. Figura była w ukryciu i zapomnieniu ponad 600 lat. Jak podaje legenda – została „cudownie” odnaleziona. W miejscu odnalezienia wybudowano kaplicę, którą z biegiem czasu rozbudowywano do jednego z największych w Hiszpanii sanktuarium maryjnego.
Królewski klasztor Matki Bożej z Guadalupe został w 1993 roku wpisany na Światową Listę Dziedzictwa kulturalnego i przyrodniczego UNESCO.

## Zobacz też

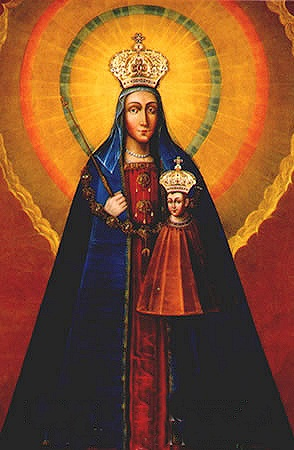
Matka Boża Kodeńska